# Derventa
Derventa (kyrilliska: Дервента) är en stad i kommunen Derventa i Serbiska republiken i norra Bosnien och Hercegovina. Staden ligger cirka 31 kilometer nordväst om Doboj, nära gränsen till Kroatien. Derventa hade 11 631 invånare vid folkräkningen år 2013.
Av invånarna i Derventa är 83,11 % serber, 10,48 % bosniaker, 3,25 % kroater och 0,46 % muslimer (2013).

## Personer från Derventa
- Vedran Ćorluka, fotbollsspelare
- Mile Kitić, folkmusiksångare